# Distretto di Mongu
Il distretto di Mongu è un distretto dello Zambia, parte della Provincia Occidentale.
Il distretto comprende 28 ward:
- Ikwichi
- Imalyo
- Imwiko
- Kaande
- Kama
- Kambule
- Kanyonyo
- Katongo
- Lealui
- Lewanika
- Limulunga
- Lui
- Lumbo
- Mabili
- Mabumbu
- Mbekise
- Mulambwa
- Mutondo
- Nakanyaa
- Nakato
- Namboma
- Namengo
- Namushakende
- Nangula
- Ndanda
- Simaa
- Ushaa
- Yeta